# Anne Kristen
Anne Kristen (7 maart 1937 – 7 augustus 1996) was een Schotse actrice, bekend door haar rollen op televisie, zoals Olive Rowe in Coronation Street, Miss Meiklejohn in Hamish Macbeth, Molly Farmer in Wings, en Norma Sullivan in Casualty.

## Vroege leven en opleiding
Kristen werd in 1937 in Glasgow geboren en groeide op in de buitenwijk Bearsden. Haar vader, Reginald Biles, was een ervaren journalist voor de Glasgow Herald. Ze speelde in toneelstukken op de Laurel Bank School in Glasgow. Na haar afstuderen, studeerde ze verder het Royal College of Music and Dramatic Art in Glasgow, waar ze een zilveren medaille won voor haar werk. Kristen ging verder met toneelspelen in Schotland en Londen  voordat ze aan een carrière op televisie begon.

## Carrière

### Theater
| Jaar | Titel                           | Rol      | Bedrijf                  | Directeur   | Notities                                                   |
| ---- | ------------------------------- | -------- | ------------------------ | ----------- | ---------------------------------------------------------- |
| 1982 | Ane Satyre van de Drie-Estaites | Waarheid | Schots theatergezelschap | Tom Vlaming | toneelstuk van Sir David Lindsay, bewerkt door Robert Kemp |

### Start van carrière op televisie
Kristens eerste rol was in 1960 bij BBC Sunday-Night Play, waar ze in één aflevering speelde als het personage Nellie Watson. Daarna verscheen ze in twee afleveringen van Doctor Finlay's Casebook in 1963 en 1966, met een latere gastoptreden in Doctor Finlay in 1994. Gedurende de jaren zestig verscheen ze meerdere keren in verschillende televisieseries. Ze speelde in 1969 drie afleveringen in The Expert. Haar eerste, bekendste rol was in Coronation Street, in 1971, als Olive Rowe.

### Regelmatige tv-optredens
Tussen haar debuut en haar dood in 1996 verscheen Kristen nog regelmatig in televisieseries, zoals in Z-Cars in 1973 en The Prime of Miss Jean Brodie in 1978. Andere bekende televisieseries waarin ze een rol speelde waren Play For Today (twee afleveringen in 1976 en 1981), Grange Hill (twee afleveringen in 1983) en Minder (twee afleveringen in 1985). Ze speelde ook Professor Maggie McLeish in Taggart, een Schots detectiveprogramma dat zich afspeelt in haar geboorteplaats Glasgow, voor twee afleveringen in 1986 en 1994.

### Langstdurende tv-rollen
Kristen verscheen in één aflevering van Wings als Molly Farmer in 1976. Daarna verscheen ze in nog eens 15 afleveringen in 1977 en 1978. Ze speelde de rol van Mrs. Veitch voor 14 afleveringen in King's Royal tussen 1982 en 1983. "Het is fijn om moderne kleding te kunnen dragen. Ik ben het zo zat om korsetten te dragen," zei ze over haar rol in King's Royal. Tussen 1991 en 1993 speelde ze in meerdere afleveringen van Casualty de rol van receptioniste Norma Sullivan. De rol die ze het langst speelde was die van Miss Meiklejohn in Hamish Macbeth. Ze verscheen in 17 afleveringen in 1995 en 1996.

### Film
Silent Scream (1990) was Kristens enige film.

## Persoonlijk leven
Kristen was van januari 1964 tot hun scheiding in 1988 getrouwd met de acteur Iain Cuthbertson. Ze stierf op 7 augustus 1996 op 59-jarige leeftijd aan alvleesklierkanker. Haar as is begraven op het kerkhof van Ancrum, naast haar moeder en vader, in Roxburghshire.